# 피오렌차 코소토

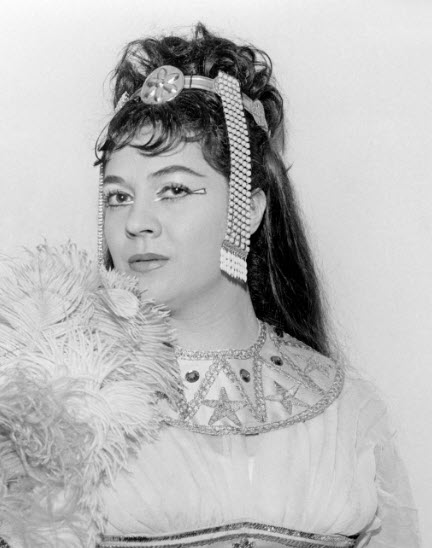

피오렌차 코소토(Fiorenza Cossotto, 1935년 4월 22일~ )는 이탈리아의 메조 소프라노 가수이다. 20세기의 가장 위대한 메조 소프라노 가수 가운데 한 명으로 인식된다.
시미오나토가 은퇴한 후 이탈리아를 대표하는 메조소프라노 가수이며 박력적인 아름다운 목소리와 극적인 가창은 정평이 있다. 이탈리아의 베르첼리에서 태어나 토리노 음악원을 졸업, 1957년에 밀라노의 라스칼라극장에서 프랑크의 <카르멜파(派) 수도녀의 대화>가 이탈리아에서 초연되었을 때 작곡자의 발탁으로 데뷔하였다. 이어 <나비부인>의 스즈키, <나브코>의 페네나 등을 불렀으며, 1958년에는 옥스포드 음악제에 초빙되어 <안나·보레나>에 출연, 절찬을 받았다. 1964년에 파리의 오페라 극장에서 칼라스와 <노르마>로 공연하였고, 1967년에는 라 스칼라 극장의 몬트리올 만국박람공연에서 <트로바토레>의 아즈체나를 불러 이탈리아 메조소프라노의 일인자로서 기반을 굳혔다.